# جیمز اوری (هنرپیشه)
جیمز اوری (انگلیسی: James Avery; ۲۷ نوامبر ۱۹۴۵ – ۳۱ دسامبر ۲۰۱۳) یک هنرپیشه، فیلم‌نامه‌نویس و صدا پیشه اهل ایالات متحده آمریکا بود. وی بین سال‌های ۱۹۸۰ تا ۲۰۱۳ میلادی فعالیت می‌کرد.
او در فیلم‌های کاش من اینجا بودم، دانیکا، اجازه دهید بازی شروع شود، گواهی‌نامه رانندگی و صدایت را ببر بالا بازی کرده‌است.